# Айвз, Эдвард
Эдвард Эшли Айвз (англ. Edward Ashley Ives; род. 3 января 1961, Маунт-Киско, Нью-Йорк) — американский гребец, выступавший за сборную США по академической гребле в 1980-х годах. Серебряный призёр летних Олимпийских игр в Лос-Анджелесе, обладатель бронзовой медали чемпионата мира, чемпион Игр доброй воли и Панамериканских игр, победитель и призёр многих регат национального значения.

## Биография
Эдвард Айвз родился 3 января 1961 года в поселении Маунт-Киско, штат Нью-Йорк.
Занимался академической греблей во время учёбы в Вашингтонском университете, состоял в местной гребной команде, неоднократно принимал участие в различных студенческих регатах. Окончил университет в 1983 году, получив учёные степени в области истории и международной торговли.
Первого серьёзного успеха в гребле на взрослом международном уровне добился в сезоне 1984 года, когда вошёл в основной состав американской национальной сборной и благодаря череде удачных выступлений удостоился права защищать честь страны на домашних летних Олимпийских играх в Лос-Анджелесе. В программе распашных рулевых четвёрок пришёл к финишу вторым, пропустив вперёд только экипаж из Великобритании, и тем самым завоевал серебряную олимпийскую медаль.
После лос-анджелесской Олимпиады Айвз остался в составе гребной команды США на ещё один олимпийский цикл и продолжил принимать участие в крупнейших международных регатах. Так, в 1985 году он выступил на чемпионате мира в Хазевинкеле, где в рулевых четвёрках финишировал пятым.
В 1986 году побывал на мировом первенстве в Ноттингеме, откуда привёз награду бронзового достоинства, выигранную в зачёте восьмёрок. Кроме того, в этом сезоне в той же дисциплине одержал победу на Играх доброй воли в Москве.
В 1987 году в восьмёрках был лучшим на домашних Панамериканских играх в Индианаполисе.
Находясь в числе лидеров американской национальной сборной, благополучно прошёл отбор на Олимпийские игры 1988 года в Сеуле. На сей раз выступал в безрульных двойках, сумел квалифицироваться лишь в утешительный финал B и расположился в итоговом протоколе соревнований на девятой строке.
Завершив спортивную карьеру, работал в сфере недвижимости в Сиэтле.